# Старо-Марково
Старо-Марково — деревня в Урицком районе Орловской области России.
Входит в состав Архангельского сельского поселения.

## География
Расположена севернее деревни Сенькино на левом берегу реки Орлица. На западе граничит с деревней Головино.
В Старо-Марково имеется одна улица — Медовая, выходящая на просёлочную дорогу.

## Население
| 2010 |
| ---- |
| 0    |

Опустевший населённый пункт.